# Hisingens Kommunala Väljare
Hisingens Kommunala Väljare (HKV) var ett lokalt politiskt parti, med bas på Hisingen, som var registrerat för val till kommunfullmäktige i Göteborgs kommun. Partiet var representerat i Göteborgs kommunfullmäktige mellan 1979 och 1988. Mandatperioderna 1979-1982 och 1982-1985 innehade partiet ett mandat i kommunfullmäktige och mandatperioden 1985-1988 två mandat. Hisingens Kommunala Väljare uppgick sedermera i Miljöpartiet. Bland andra Kia Andreasson, senare riksdagsledamot och kommunalråd, var medlem i partiet.